# Waterloo-Sud
Pour les articles homonymes, voir Waterloo (homonymie).
Waterloo-Sud fut une circonscription électorale fédérale de l'Ontario, représentée de 1867 à 1968.
C'est l'Acte de l'Amérique du Nord britannique de 1867 qui divisa le comté de Waterloo en deux districts électoraux, soit Waterloo-Nord et Waterloo-Sud. Abolie en 1966, elle fut redistribuée parmi Kitchener, Perth et Waterloo.

## Géographie
En 1867, la circonscription de Waterloo-Sud comprenait :
- la ville de Galt ;
- les villages de Preston, New Hamburg et Hespeler ;
- les cantons de South Waterloo, North Dumfries et Wilmot.

En 1903, la ville d'Ayr s'ajoute à la circonscription.

## Députés
1. 1867-1878 — James Young, PLC
2. 1878-1882 — Samuel Merner, CON
3. 1882-1900 — James Livingston, PLC
4. 1900-1915 — George Adam Clare, CON
5. 1915-1921 — Frank Stewart Scott, CON
6. 1921-1925 — William Elliott, PPC
7. 1925-1938 — Alexander McKay Edwards, CON
8. 1938-1951 — Karl Homuth, PC
9. 1951-1953 — Howie Meeker, PC
10. 1953-1957 — Arthur Walter Adams White, PLC
11. 1957-1962 — William Anderson, PC
12. 1962-1964 — Gordon Chaplin, PC
13. 1964-1968 — Max Saltsman, NPD

- CON = Parti conservateur du Canada (ancien)
- NPD = Nouveau Parti démocratique
- PC = Parti progressiste-conservateur
- PLC = Parti libéral du Canada
- PPC = Parti progressiste du Canada